# Station Bolna
Station Bolna (Noors:  Bolna stasjon) is een treinstation bij de Bolna, gelegen in de gemeente Rana in de provincie Nordland in Noorwegen.
Het station is gelegen in het bovenste Dunderlandsdal, langs de rivier Ranelva, tussen de bergen Bolna en Nasafjellet in het oostelijk deel van de gemeente Rana in de provincie Nordland, Noorwegen, op slechts 6 km ten westen van de grens met Zweden. Het station ligt aan de E6, ongeveer 28 kilometer ten noordoosten van Station Dunderland. Het station werd geopend in 1947, maar is nu gesloten voor regulier verkeer.